# إمين (سويسرا)
إمين (بالفرنسية: Emmen) هي واحدة من بلديات كانتون لوسيرن في سويسرا. يقدر عدد سكانها بـ 27,205 نسمة .

## أعلام
- مارتن فينك
- رافائيل كوش